# Талисманы зимних Олимпийских игр 2018
Талисма́ны зи́мних Олимпи́йских игр 2018 го́да — часть олимпийской символики зимних Олимпийских игр 2018 года, которые проводились с 9 по 25 февраля 2018 года в городе Пхёнчхан, Республика Корея.
27 июня 2014 года Оргкомитет Пхёнчхан уведомил общественность о своем конкурсе отбора талисманов. Процесс отбора проходил с 15 сентября 2014 года по 30 сентября 2014 года. 2 июня 2016 года Международный олимпийский комитет одобрил талисманы для игр, которыми стали: тигрёнок Сухоран (для Олимпийских игр) и медвежонок Пандаби (для Паралимпийских игр). Сухоран — защитник всех спортсменов и болельщиков, Пандаби является символом воли.

## Характеристика
Сухоран — белый тигр. Тигр — животное, тесно связанное с корейской мифологией, и является символом доверия, силы и защиты. Его название происходит от корейских слов «сухо» (수호) и «хоранъи» (호랑이), что означает «защита» и «тигр» соответственно.
Пандаби — гималайский медведь, распространенный на корейском полуострове. Медведь символизирует сильную волю и мужество. Его название также сформировано из двух корейских слов: «пандаль» (반달) и «пи (би)» (비), первое означает «полумесяц», отсылку к белому полумесяцу на груди азиатского черного медведя, а второе — празднование Игр.